# Dichanthium fecundum
Dichanthium fecundum är en gräsart som beskrevs av Stanley Thatcher Blake. Dichanthium fecundum ingår i släktet Dichanthium och familjen gräs. Inga underarter finns listade i Catalogue of Life.